# Odwołania znakowe SGML
Odwołania znakowe SGML (ang. SGML character references) – w języku znaczników SGML zestaw kodów w postaci &kod;. Służą one do jednoznacznego zapisu znaków pisarskich, gdy niemożliwe jest ich bezpośrednie wpisanie z klawiatury. Odwołania znakowe są używane głównie w HTML, XHTML i XML.
Odwołania znakowe są często błędnie nazywane encjami, w rzeczywistości tylko jeden ich rodzaj (nazwane odwołania znakowe) korzysta z encji.

## Rodzaje odwołań znakowych
Odwołania znakowe można podzielić na trzy grupy:
- odwołania znakowe numeryczne dziesiętne, zapisujące unikodowy numer znaku; mają postać &#liczba;;
- odwołania znakowe numeryczne szesnastkowe, również zapisujące unikodowy numer znaku, tylko że w systemie szesnastkowym; mają postać &#xliczba;;
- nazwane odwołania znakowe, będące po prostu odwołaniami do encji znakowych; mają postać &encja;.

Z tego wynika, że odwołanie znakowe np. do „ó” może występować w trzech postaciach:
- &#243;
- &#xf3;
- &oacute;

Odwołania znakowe mogą pełnić dwie role:
1. Jedną z nich jest możliwość używania znaków spoza zestawu kodowego zawartego na wybranej stronie kodowej. Na przykład umożliwiają używanie znaków kanji w dokumencie z kodowaniem ISO 8859-2.
2. Drugą jest możliwość stosowania znaków, które mają specjalne znaczenie w składni SGML/XML. Należą do nich: &amp; (&) oraz &lt; (<), a także &gt; (>), &quot; (") i &apos; (') – ten ostatni tylko w XML.

## Nazwane odwołania znakowe
Większość z encji znakowych HTML jest częścią standardu SGML ISO 8879. Częścią standardu XML jest 5 encji znakowych o nazwach: amp, lt, gt, quot i apos.
Nazwy encji znakowych są tworzone na kilka sposobów:
- nazwy encji liter łacińskich ze znakami diakrytycznymi są tworzone przez nazwę litery, odpowiednio wielką lub małą, i angielską nazwę znaku diakrytycznego. Tak np. &eacute; (é) to „e” z akcentem akutowym (ang. acute), a &Agrave; (À) to „A” z akcentem grave. Wszystkie odwołania do encji znakowych z alfabetu łacińskiego można znaleźć w artykułach Alfabet łaciński w Unikodzie;
- litery greckie są zapisywane ich angielskimi nazwami, pisanymi odpowiednio od wielkiej lub małej litery. Np. &beta; (β) to mała litera beta, a &Omega; (Ω) to wielka litera omega. Lista odwołań do encji znakowych z alfabetu greckiego jest dostępna w artykule Alfabet grecki;
- nazwane odwołania znakowe inne niż do liter łacińskich i greckich. Ich lista widoczna jest w następnych podsekcjach.

### Strzałki
| Nazwa / opis                         | Odwołanie | Wygląd |
| ------------------------------------ | --------- | ------ |
| strzałka w lewo                      | &larr;    | ←      |
| strzałka w górę                      | &uarr;    | ↑      |
| strzałka w prawo                     | &rarr;    | →      |
| strzałka w dół                       | &darr;    | ↓      |
| obustronna strzałka pozioma          | &harr;    | ↔      |
| znak powrotu karetki                 | &crarr;   | ↵      |
| podwójna strzałka w lewo             | &lArr;    | ⇐      |
| podwójna strzałka w górę             | &uArr;    | ⇑      |
| podwójna strzałka w prawo            | &rArr;    | ⇒      |
| podwójna strzałka w dół              | &dArr;    | ⇓      |
| podwójna obustronna strzałka pozioma | &hArr;    | ⇔      |

### Logika matematyczna i teoria zbiorów
| Nazwa / opis                            | Odwołanie | Wygląd |
| --------------------------------------- | --------- | ------ |
| symbol alef / symbol liczb kardynalnych | &alefsym; | ℵ      |
| dla każdego                             | &forall;  | ∀      |
| istnieje                                | &exist;   | ∃      |
| zbiór pusty                             | &empty;   | ∅      |
| element zbioru                          | &isin;    | ∈      |
| nie jest elementem zbioru               | &notin;   | ∉      |
| zawiera element                         | &ni;      | ∋      |
| logiczne I                              | &and;     | ∧      |
| logiczne LUB                            | &or;      | ∨      |
| część wspólna zbiorów                   | &cap;     | ∩      |
| unia zbiorów                            | &cup;     | ∪      |
| podzbiór                                | &sub;     | ⊂      |
| nadzbiór                                | &sup;     | ⊃      |
| nie jest podzbiorem                     | &nsub;    | ⊄      |
| podzbiór lub równy                      | &sube;    | ⊆      |
| nadzbiór lub równy                      | &supe;    | ⊇      |
| więc                                    | &there4;  | ∴      |

### Inne oznaczenie matematyczne
| Nazwa / opis                                             | Odwołanie | Wygląd |
| -------------------------------------------------------- | --------- | ------ |
| symbol funkcji                                           | &fnof;    | ƒ      |
| w przybliżeniu równe                                     | &cong;    | ≅      |
| asymptotycznie równe / prawie równe                      | &asymp;   | ≈      |
| nierówne                                                 | &ne;      | ≠      |
| identyczne                                               | &equiv;   | ≡      |
| mniejsze lub równe                                       | &le;      | ≤      |
| większe lub równe                                        | &ge;      | ≥      |
| plus/minus                                               | &plusmn;  | ±      |
| część urojona liczby zespolonej                          | &image;   | ℑ      |
| część rzeczywista liczby zespolonej                      | &real;    | ℜ      |
| lewy sufit                                               | &lceil;   | ⌈      |
| prawy sufit                                              | &rceil;   | ⌉      |
| lewa podłoga                                             | &lfloor;  | ⌊      |
| prawa podłoga                                            | &rfloor;  | ⌋      |
| lewy nawias kątowy                                       | &lang;    | 〈     |
| prawy nawias kątowy                                      | &rang;    | 〉     |
| prim, minuty, stopy                                      | &prime;   | ′      |
| podwójne prim (bis), sekundy, cale                       | &Prime;   | ″      |
| różniczka cząstkowa                                      | &part;    | ∂      |
| nabla                                                    | &nabla;   | ∇      |
| znak iloczynu                                            | &prod;    | ∏      |
| znak sumy                                                | &sum;     | ∑      |
| znak minus                                               | &minus;   | −      |
| operator gwiazdkowy                                      | &lowast;  | ∗      |
| pierwiastek kwadratowy                                   | &radic;   | √      |
| proporcjonalny do                                        | &prop;    | ∝      |
| nieskończoność                                           | &infin;   | ∞      |
| kąt                                                      | &ang;     | ∠      |
| całka                                                    | &int;     | ∫      |
| dodawanie w kółku                                        | &oplus;   | ⊕      |
| iloczyn wektorowy, mnożenie w kółku                      | &otimes;  | ⊗      |
| prostopadły do                                           | &perp;    | ⊥      |
| znak mnożenia skalarnego                                 | &sdot;    | ⋅      |
| znak ułamka                                              | &frasl;   | ⁄      |
| promil                                                   | &permil;  | ‰      |
| znak dzielenia                                           | &divide;  | ÷      |
| kwadratowy                                               | &sup2;    | ²      |
| sześcienny                                               | &sup3;    | ³      |
| P Weierstrassa (symbol funkcji eliptycznej Weierstrassa) | &weierp;  | ℘      |

### Znaki karciane
| Nazwa / opis | Odwołanie | Wygląd |
| ------------ | --------- | ------ |
| pik          | &spades;  | ♠      |
| trefl        | &clubs;   | ♣      |
| kier         | &hearts;  | ♥      |
| karo         | &diams;   | ♦      |

### Znaki diakrytyczne
| Nazwa / opis                    | Odwołanie | Wygląd |
| ------------------------------- | --------- | ------ |
| akut (akcent silny)             | &acute;   | ´      |
| diereza/umlaut                  | &uml;     | ¨      |
| cyrkumfleks (akcent przeciągły) | &circ;    | ˆ      |
| cedylla                         | &cedil;   | ¸      |
| tylda górna                     | &tilde;   | ˜      |

### Inne znaki typograficzne
| Nazwa / opis                         | Odwołanie | Wygląd |
| ------------------------------------ | --------- | ------ |
| znak handlowy (TM)                   | &trade;   | ™      |
| znak zarejestrowania (R)             | &reg;     | ®      |
| małe czarne kółko (punktor)          | &bull;    | •      |
| wielokropek                          | &hellip;  | …      |
| nadkreślnik (makron)                 | &macr;    | ¯      |
| znak podobieństwa (operator tyldowy) | &sim;     | ∼      |
| paragraf                             | &sect;    | §      |
| znak praw autorskich (c)             | &copy;    | ©      |
| krzyż filologów (sztylet)            | &dagger;  | †      |
| złamana pionowa kreska               | &brvbar;  | ¦      |
| romb                                 | &loz;     | ◊      |
| wykrzyknik odwrócony                 | &iexcl;   | ¡      |
| znak zapytania odwrócony             | &iquest;  | ¿      |
| pauza                                | &mdash;   | —      |
| półpauza                             | &ndash;   | –      |